# Bohorodceanî
Bohorodceanî (în ucraineană Богородчани) este așezarea de tip urban de reședință a raionului Bohorodceanî din regiunea Ivano-Frankivsk, Ucraina. În afara localității principale, nu cuprinde și alte sate.

## Demografie
Componența lingvistică a așezării de tip urban Bohorodceanî
     Ucraineană (98,86%)
     Alte limbi (1,07%)
Conform recensământului din 2001, majoritatea populației așezării de tip urban Bohorodceanî era vorbitoare de ucraineană (98,86%), existând în minoritate și vorbitori de alte limbi.